# Операція «Зірка»
Операція «Зірка», також Харківська наступальна операція 1943 року (2 лютого — 3 березня 1943) — наступальна операція радянських військ Воронезького фронту (генерал-полковник П.Голиков) за підтримки 6-ї армії (генерал-лейтенант Ф.Харитонов) Південно-Західного фронту, що була частиною загального зимового наступу Червоної Армії на південно-західному напрямку німецько-радянського фронту. Мета операції — завершити розгром основних сил німецької групи армій «B» на харківському напрямі і звільнити однойменний промисловий район.
В контексті проведення стратегічного наступу радянських військ взимку 1942—1943 років та подовження наступальних операцій в січні 1943 року (Острогозько-Розсошанська наступальна операція 13-27.01.1943 року та Воронезько-Касторненська наступальна операція 24.01-2.02.1943 року), війська Воронезького фронту в результаті подальшого наступу просунулися на глибину 100—260 км і завдали важкої поразки Вермахту. 16 лютого був захоплений Харків. Однак, закріпити досягнутий успіх у Харківській наступальній операції 1943 року Червоній армії не вдалося.

## Передумови
Наприкінці січня 1943 року загальна обстановка на південному фланзі німецько-радянського фронту після потужних ударів радянських військ на Острогозькому і Касторненському напрямках, в цілому сприяла подальшому наступу Червоної армії. Зазнавши серйозних втрат німецькі війська відступали на захід, в проміжках між їхніми формуваннями утворилися значні провали. У таких умовах радянському командуванню надавалася реальна можливість без паузи, не чекаючи повного завершення Воронезько-Касторненської операції, розвивати наступ на Курськ і Харків, доки ніж німецьке командування встигне зосередити тут достатню кількість військ для посилення своєї оборони.

## Положення сторін
21 січня 1943 року, в розпал боїв під Касторною та Воронежем, представник Ставки ВГК генерал армії Василевський О. М. і командувач військами Воронезького фронту генерал-полковник Голиков П. І. представили Верховному головнокомандувачу міркування стосовно подальшого наступу із завданням остаточного розгрому групи армій «B» та захоплення Харківського промислового району. 26 січня Ставка ВГК віддала наказ про наступ. Головний удар повинен був завдати Воронезький фронт із завданням розгромити противника в Харківському промисловому районі і на 15-20-й день операції вийти на рубіж Медвенка, Богодухів, Валки. Військам Брянського фронту було наказано лівим крилом наступати з району Лівни на Курськ, а з'єднанням Південно-Західного фронту — з півдня на Красноград, забезпечуючи наступ на курському і харківському напрямах. Згідно з планом операції, Харків намічалося охопити з декількох напрямів. Щойно сформована 69-та армія мала наступати на Харків з північного сходу, 40-ва — з північного заходу і заходу, 3-тя танкова армія — зі сходу. Причому фронт їх наступу, спочатку вельми широкий, який охоплював велику територію, повинен був звужуватися у міру наближення до міста.
Для німецького командування обстановка характеризувалася двома різноспрямованими тенденціями. З одного боку, фронт тріщав по всіх швах, а на деяких ділянках попросту був відсутній. З іншого боку на сході України поступово зосереджувалися нові корпуси і дивізії. Свіжі сили і резерви прибували до складу групи армій «B» в районі Харкова і Бєлгорода. Основним резервом, який мав зіграти важливу роль у битві, стала моторизована (панцер-гренадерська) дивізія вермахту «Гроссдойчланд», що прибула на фронт на початку лютого 1943 року. З'єднання буквально два місяці тому, у листопаді — грудні 1942 брало участь в напружених боях під Ржевом, у відбитті радянського наступу, відомого, як операція «Марс». Дивізія встигла отримати поповнення, зокрема новітні важкі танки Pz.Kpfw.VI Н «Тигр». Битва під Харковом за великим рахунком стала повноцінним дебютом цих танків.
Крім танкових і моторизованих з'єднань до групи армій «B» надходили свіжі піхотні дивізії із Західної Європи. Для закриття пролому північніше Харкова була перекинута 168-ма піхотна дивізія, а позиції на південному сході від Харкова зайняла позиції 298-ма піхотна дивізія. Сюди ж прибула нова 320-та піхотна дивізія генерал-майора Георга Постеля. Однак, найпотужнішим резервом, що прибував у розпорядження німецького командування на харківському напрямі, був 2-й танковий корпус СС, до складу якого увійшли три могутні дивізії — «Лейбштандарт СС Адольф Гітлер», «Рейх» і «Тотенкопф». Очолив це об'єднання Пауль Гауссер, який командував на початку війни дивізією СС «Рейх».
Прибуття свіжих з'єднань дозволило німецькому командуванню якоїсь мірою залатати пролом між групами армій «B» фон Вейхса і «Дон» фон Манштейна, пробиту Воронезько-Касторненською і Острогозько-Розсошанською операціями. Для змикання флангів була створена армійська група «Ланца» з двох дивізій (168-ма піхотна і панцер-гренадерська «Велика Німеччина»). Наприкінці січня 1943 армійська група Ланца поступово формувала «завісу» від Бєлгорода до Лисичанська. Всі з'єднання армійської групи Ланца займали широкий фронт, на якому можна було вести тільки стримуючі дії. На північному фланзі 30-кілометровий фронт займала 168-ма піхотна дивізія. На північному сході від Харкова займала оборону на такому ж широкому фронті дивізія «Велика Німеччина». Південний схід від Харкова в місті Куп'янську та по річці Оскіл південніше міста обороняла 298-ма піхотна дивізія. На стику між есесівцями і 298-ю піхотною дивізією в районі Дворічної знаходилися тільки поліцейські сили чисельністю близько батальйону. На правому крилі армійської групи Ланца позиції по річці Червоної займала 320-та піхотна дивізія. Загальна чисельність частин і з'єднань групи (без урахування есесівських з'єднань) становила приблизно 30 тис. чоловік.

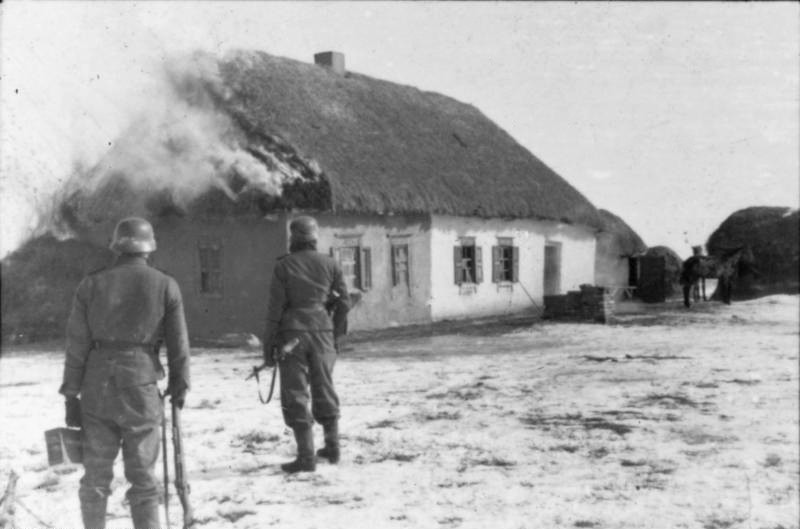
Війська СС спалюють хати. Район Харкова. Лютий 1943

Оборона на широкому фронті не обіцяла бути легкою, і завданням Ланца було протриматися до прибуття основних сил 2-го танкового корпусу СС. По суті, армійська група «Ланц» повинна була прикрити розгортання корпусу СС в районі Харкова. Надалі корпус Гауссера повинен був завдати потужного контрудару по радянських військах, що наступали на Донбас. В цілому німецьке командування, незважаючи на ознаки кризи, планувало діяти активно й агресивно. Командувач групою армій «B» генерал-фельдмаршал фон Вейхс 31 січня, коли у фронті підлеглих йому військ зяяла величезна дірка, ставив завдання в наступальному дусі:
«Завдання групи армій „B“: прикривати фланги груп армій „Дон“ і „Центр“ і затримати просування противника на захід на лінії Оскіл, Сейм. Це завдання може бути виконане тільки при твердій волі, великій спритності командування і при використанні будь-якої можливості для переходу в наступ на окремі групи противника, що прорвалися вперед. Про це сповістити все командування і частини до найменшого підрозділу».
Повітряні сили Люфтваффе становив 4-й повітряний флот під командуванням генерал-полковника барона Вольфрама фон Ріхтгоффена, до складу входили 4-й і 8-й авіакорпуси, а також авіакомандування «Дон» генерала авіації Гюнтера Кортена, яке з 17 лютого 1943 стало 1-м авіаційним корпусом. Основним районом дій повітряного об'єднання був північний фланг групи армій «Південь» і південний фланг групи армій «B». Основне навантаження повітряної війни в ході боїв під Харковом лягло на 4-й авіакорпус генерала авіації Курта Пфлюгбайль. До його складу входили 1-ша ескадра штурмовиків SchG1, I група 77-ї ескадри пікіруючих бомбардувальників StG77 і I-а ескадра двомоторних винищувачів Ме-110 ZG1.

## Хід операції
Бойові дії на харківському напрямку почалися в день завершення розгрому німців у Сталінграді. 2 лютого в 6.00 перейшли в наступ 69-та і 3-тя танкова армії, а через добу — 40-ва армія. Наступ розвивався успішно, незважаючи на те, що противник робив чималі зусилля, щоб утриматися на займаних рубежах. Крім того, через глибокий сніговий покрив темп просування був низьким.
Розгромивши в перший же день частини прикриття, війська Воронезького фронту рушили на захід. Війська 3-ї танкової армії з ходу форсували по льоду Оскіл і перерізали залізницю Куп'янськ—Бєлгород, чим допомогли з'єднанням Південно-Західного фронту звільнити місто Куп'янськ. Однак бойові дії на правому фланзі і в центрі ударного угруповання 3-ї танкової армії розвивалися не так вдало. Тільки 5 лютого її з'єднання вийшли до річки Сіверський Донець, але форсувати його з ходу не змогли, тому що німецьке командування встигло організувати силами танкової дивізії СС «Лейбштандарт СС Адольф Гітлер» оборону по правому березі річки. Армії довелося почати планомірну підготовку до її форсування.
Командувач 40-ю армією генерал Москаленко К. С. ввів у бій зведений загін, який, переслідуючи відступаючі частини німецької 168-ї піхотної дивізії, до 7 лютого прорвалися до західної околиці міста Бєлгорода. А вже 9 лютого радянські війська звільнили місто. З'єднання 69-ї армії генерала Казакова М. І. порівняно легко ліквідували німецькі опорні пункти на західному березі річки Оскіл і перейшли до переслідування частин панцер-гренадерської дивізії «Гроссдойчланд». Однак німецьке командування ввело в бій дивізію СС «Рейх», якій контрударом вдалося уповільнити наступ армії. До 10-12 лютого війська Воронезького фронту, просунувшись на 100—120 км, створили загрозу оточення противника в районі Харкова. Введений у смузі 40-ї армії 5-й гвардійський танковий корпус генерала Кравченко А. Г. охопив місто з північного заходу. Така ж можливість утворилася і з півдня. Але, 6-й гвардійський кавалерійський корпус, що діяв на цьому фланзі, насилу просувався. Так, 12 лютого німецькі частини з 2-го корпусу СС завдали контрудару по 6-му кавалерійському корпусу, вибивши його з Мерефи та Нової Водолаги.
З'єднання 60-ї армії до кінця 6 лютого підійшли на підступи до міста Курська. Командувач армією генерал Черняховський І. Д. для оволодіння містом створив дві групи, які завдали противнику удар з півночі і півдня, створивши тим самим реальну загрозу його оточення. Німці спішно почали відходити з міста. Вранці 8 лютого Курськ був взятий.
Перед військами Воронезького фронту постав найвідповідальніший етап операції «Зірка» — захоплення міста Харкова — великого промислового та адміністративного центру. Німецьке командування прагнуло утримати його за будь-яку ціну. Гітлер вважав, що втрата Харкова може сильно позначитися на престижі Німеччини. Тому 10 лютого з рубежу Сіверського Донця до Харкова був перекинутий 2-й танковий корпус СС. Місто було поділено на кілька секторів. Північний і східний обороняла панцер-гренадерська дивізія СС «Рейх», а південний — панцер-гренадерська дивізія СС «Лейбштандарт СС Адольф Гітлер». Крім них створювався спеціальний армійський корпус під командуванням генерала Рауса. У нього включалися 167-ма піхотна дивізія, котра щойно підійшла з резерву, а також частини 168-ї піхотної дивізії і панцер-гренадерської дивізії «Велика Німеччина», які відступали з рубежу річки Оскіл. У результаті запеклих боїв, що проходили протягом 12-14 лютого 15-й танковий корпус, 48-ма гвардійська і 160-та стрілецькі дивізії збили панцер-гренадерську дивізію СС «Лейбштандарт СС Адольф Гітлер» з зовнішнього оборонного обводу, який проходив по передмістях Харкова, і зав'язали бій за тракторний, верстатобудівний і плитковий заводи Харкова. Наприкінці 14 лютого до північно-східної околиці міста, долаючи запеклий опір німецьких військ, підійшли передові загони 69-ї армії генерал-лейтенанта Казакова М. І.
Успішніше наступала в ці дні 40-ва армія генерала Москаленко К. С. Ввечері 14 лютого кілька її стрілецьких дивізій підійшли безпосередньо до північної околиці Харкова, а рухомі з'єднання (5-й гвардійський танковий корпус генерала Кравченко А. Г., окремі танкові бригади і полки, зведені в танкову групу) оволоділи Гаврилівка і обійшли Харків із заходу.
Війська Воронезького фронту повинні були, не знижуючи темпів наступу, з ходу атакувати противника, щоб перешкодити йому підготувати оборону, вивезти з міста матеріальні цінності й не дозволити зруйнувати Харків. Чим ближче з'єднання фронту підходили до міста, тим найзапекліші пручалися німецькі війська. До вечора 14 лютого Харків опинився в напівоточенні. Вранці 15 лютого радянські війська почали його штурм: 40-ва армія із заходу і півночі, 69-та — з північного сходу, а 3-тя танкова армія — зі сходу. Почалися запеклі бої. Долаючи шалений опір противника, 3-тя танкова і 69-та армії до кінця 15 лютого прорвали внутрішній обвід оборони Вермахту і зав'язали бої безпосередньо за місто, а 5-й гвардійський танковий корпус і 340-та стрілецька дивізія 40-ї армії увірвалися в місто із заходу і оволоділи Холодною Горою.
Командир 2-го танкового корпусу СС обергруппенфюрер Пауль Гауссер самостійно, попри особистому наказу Гітлера та вимогам командувача армійською групою генерала Ланца, віддав розпорядження військам залишити місто. Відступ прикривали загони есесівців, які мінували шляху свого відходу і великі будівлі в місті.
Переслідуючи противника, передові загони 40-ї армії увірвалася на західну, а 62-га гвардійська дивізія генерала Зайцева Г. М. 3-ї танкової армії — на південно-західну околицю міста. У ніч на 16 лютого розгорілися напружені вуличні бої. До 12.00 16 лютого спільними зусиллями 3-ї танкової, 40-ї і 69-ї армій Харків був взятий.
Визволення Харкова, здавалося, надавало сприятливі умови для подальшого наступу Червоної армії на захід, і ще під час боїв на ближніх підступах до міста командувач військами Воронезького фронту визначив своїм об'єднанням нові завдання: 60-й армії наступати на Рильськ, 38-й — на Суми, 40-й — на Охтирку, 69-й і 3-й танковій — на Полтаву.
Однак ці плани, так само як і задуми Ставки ВГК, не враховували конкретної обстановки. Німецьке командування перекинуло на напрями наступу радянських військ додаткові сили і засоби — 4 піхотні і 2 танкові дивізії в район південніше Орла, а також по одній піхотної дивізії в райони Льгова та Полтави, відповідно, з Франції та Голландії. Війська ж Воронезького фронту до того часу після двох місяців безперервного наступу були знекровлені, підрозділи мали колосальний некомплект особового складу та техніки. У деяких дивізіях налічувалося тільки по 3,5-4 тис. чоловіків. Війська вкрай потребували хоча б короткочасного відпочинку. Необхідно було підтягнути тили, підвезти боєприпаси, пальне. У військах фронту залишилося тільки 0,8 боєкомплекту набоїв, 0,3-0,6 боєкомплекту мін і снарядів. Незважаючи на це, Ставка ВГК і фронтове командування вимагали від військ не знижувати темпи наступу.
Фронт отримав завдання розвинути наступ правим флангом на Київ, а лівим — на Кременчук з метою виходу до Дніпра і захоплення плацдармів на ньому до початку льодоходу. Радянські війська продовжили наступальні дії. 16 лютого 15-й танковий корпус, не затримуючись у Харкові, опанував 3алютіном і вів бої за Пісочин; 160-та стрілецька дивізія наступала на Буди; 48-ма гвардійська стрілецька дивізія опанувала станцією Основа; 12-й танковий корпус вів бої за Васищеве, а 111-та стрілецька дивізія — в районі Борового; 6-й гвардійський кавалерійський корпус, посилений 201-ю танковою та 37-ю стрілецькою бригадами, зосередився в районі Соколова; 62-га гвардійська стрілецька дивізія перебувала в Харкові як гарнізон; 179-та танкова бригада була в резерві командарма і зосередилася на західній околиці Харкова; 184-та стрілецька дивізія висувалася до Соколове.
Перейшовши в наступ вранці 17 лютого, 15-й танковий корпус до кінця того ж дня опанував Пісочин, а до ранку 18 лютого досяг Люботина і зав'язав наполегливі бої з панцер-гренадерської дивізією «Гроссдойчланд», що відчайдушно обороняла місто. 12-й танковий корпус звільнив Безлюдівку, а в середині дня 18 лютого спільно з 111-ю стрілецькою дивізією, якою командував полковник Зіберов І. Г., опанував Мерефою.
Відновивши наступ, 12-й танковий корпус на рубежі річки Мжа зустрів запеклий опір противника і успіху не мав. Тому він завдав удару в західному напрямку, 20 лютого опанував Будами, а потім, обійшовши Люботин з півдня і південного заходу, до 21 лютого зав'язав бої за населений пункт Огульці. До цього часу головні сили 160-ї стрілецької дивізії оволоділи Старий Мерчик. Панцер-гренадерська дивізія «Велика Німеччина», застерігаючись оточення, в ніч на 22 лютого почала відходити з міста.
Переслідуючи противника, 15-й танковий корпус на світанку 22 лютого опанував Люботином, а під кінець дня спільно з 12-м танковим корпусом звільнив Огульці. 48-ма гвардійська стрілецька дивізія зав'язала бої за Стару Водолагу, 111-та стрілецька дивізія — за Нову Водолагу, 6-й гвардійський кавалерійський корпус спільно з 184-ю стрілецькою дивізією опанував селище Рябухине.
Наступ радянських військ продовжував розвиватися повільно. Це було наслідком безперервного посилення харківського угруповання противника свіжим поповненням, танками і серйозними втратами військ Воронезького фронту в особовому складі і бойовій техніці. Із через розтягнутих комунікацій не вистачало пального і боєприпасів, а війська були виснажені безперервними 40-добовими боями. Поповнення армії йшло не за рахунок підготовлених маршових рот, а за рахунок мобілізації чоловіків призовного віку у звільнених районах, основна маса яких була не навчена військовій справі.
19 лютого 4-та танкова армія Вермахту Германа Гота силами II танкового корпусу СС і XLVIII танкового корпусу перейшла в наступ проти військ правого крила Південно-Західного фронту, що вийшли на рубіж — Красноград, Новомосковськ, Запоріжжя, Василівка, — завдала їм поразку і змусила до відходу на схід. Для надання допомоги Південно-Західному фронту у відбитті контрудару противника Ставка ВГК вирішила використовувати 3-тю танкову армію. Вранці 23 лютого війська армії генерала Рибалко почали наступ на новому напрямку. Однак виконати поставлене завдання не змогли, оскільки противник на рубежі Валки, Нова Водолага ввів у бій свіжі резерви. 28 лютого 3-тя танкова армія була підпорядкована Південно-Західному фронту.
У той же час війська фронту генерала Голікова П. І. продовжували наступати. До 23 лютого війська Воронезького фронту визволили міста Суми та Охтирку. 180-та стрілецька дивізія 69-ї армії форсувала річку Ворскла в 40 км на північ від Полтави. Однак з виходом радянських військ на цей рубіж різко погіршилася обстановка на південь від Харкова, де велике угруповання противника створило загрозу прориву зі смуги сусіднього Південно-Західного фронту у фланг і в тил Воронезького фронту.
Прагнення Ставки та командування фронту продовжувати наступ уже не відображало реального співвідношення сил на напрямку головного удару і не враховувало обстановки, котра склалася на той час. До кінця лютого війська Воронезького фронту, вичерпавши свої наступальні можливості, змушені були перейти до оборони, зосередивши головні зусилля на відбитті контрнаступу німців у районі Харкова.
Із закінченням Харківської наступальної операції бойові дії радянських військ у Воронезько-Харківської стратегічної наступальної операції завершилися. За розмахом і досягнутим результатам це була одна з найбільших операцій Червоної армії в роки німецько-радянської війни.